# Våra bästa!
Våra bästa! 2009-15 är ett samlingsalbum från 2015 av Larz-Kristerz. Förutom äldre inspelningar innehåller albumet även två nyskrivna låtar, "När radion spelade rock´n´roll" och "Bara vara".

## Låtlista
1. Det måste gå att dansa till
2. Carina
3. Hjärtat bankar
4. Half a boy half a man
5. Torkade rosor och tummade brev
6. Bara vara
7. Små ord av guld
8. Purple rain
9. Zetor'n
10. När radion spelade rock'n'roll
11. Vaya con dios
12. Midsommarnatt
13. Är du lika ensam som jag
14. Dance with somebody
15. Rose-Marie
16. Fast i ditt garn igen
17. Här på landet
18. Regniga natt
19. Lycka till
20. Gasen i botten
21. I love Europe
22. Vykort från himlen

## Listplaceringar
| Lista (2015) | Topplacering |
| ------------ | ------------ |
| Sverige      | 1            |

### Fotnoter
1. ↑  ”Våra bästa!”. Svensk meidedatabas. 19 mars 2015. https://smdb.kb.se/catalog/id/003588839. Läst 26 maj 2017.
2. ↑  ”Våra bästa” (på engelska). Swedishcharts. 19 mars 2015. http://www.swedishcharts.com/showitem.asp?interpret=Larz%2DKristerz&titel=V%E5ra+b%E4sta%21&cat=a. Läst 26 maj 2017.